# Nachal Šoket
Nachal Šoket (hebrejsky נחל שוקת) je vádí v jižním Izraeli, v severní části Negevské pouště.
Začíná v nadmořské výšce okolo 400 metrů, v prostoru beduínského města Chura. Odtud směřuje k jihozápadu do údolí Bik'at Chatil, které je zčásti zemědělsky využívané a které je prostoupeno rozptýlenou beduínskou zástavbou. Poblíž beduínské vesnice Um Batin, nedaleko tělesa dálnice číslo 60 ústí zleva do vádí Nachal Chevron.